# Catedral de San Vicente de Roda de Isábena
La Catedral de San Vicente mártir de Roda de Isábena es una iglesia, excatedral románica, que está ubicada en Roda de Isábena, en la provincia de Huesca, Aragón, España. Es la localidad más pequeña de España con sede catedralicia. Es Monumento Nacional.
La catedral data de los siglos XI y XII aunque ha experimentado reformas importantes en el siglo XVIII, cuando se construyen el pórtico sur y la torre que destaca en la fachada. Cerca se levanta el Palacio fortificado del Prior.

## Historia
La primitiva catedral, levantada con el patrocinio del conde de Ribagorza, fue consagrada por su obispo Odisendo el 30 noviembre de 956. Medio siglo después, en 1006, fue destruida por Abd-al Malik, hijo de Almanzor, que en una razzia por el condado arruinó iglesias y castillos. Pronto se emprendió la reconstrucción, coincidiendo con el reinado de Sancho III el Mayor, rey de Pamplona y señor de los condados de Sobrarbe y Ribagorza.
Se inició en el estilo románico lombardo, al igual que el monasterio de Obarra, San Caprasio de la Serós y Barós, aunque enseguida el proyecto fue modificado, continuándose a cargo de maestros de obra navarros que aportaron una nueva concepción de la obra, relacionada con el Camino de Santiago. El proyecto original contemplaba un edificio de tres naves con cabecera triple de ábsides semicirculares precedidos de tramo recto, en la actualidad el septentrional está reformado.
En el reinado de Sancho Ramírez se finalizó la construcción de los ábsides y parte de las naves contiguas, así como de una torre en el lado Sur, lo que permitió realizar el culto y, en consecuencia, la consagración del templo por el obispo Arnulfo (1027-1064). En este tiempo el scriptorium catedralicio tiene gran actividad y en él se copiaban comedias de Plauto y Terencio y las Epístolas de Horacio.
A principios del siglo XII se concluyeron las tres naves y las criptas en los tres ábsides, para lo que fue necesario elevar el pavimento. En el lado norte se construyen el claustro y la capilla de san Agustín.
En el siglo XII se tiene noticia de la existencia de una significada escuela poética, de la que es testimonio el Carmen Campidoctoris, un poema latino en honor del Cid, y de otra composición dedicada a Ramón Berenguer IV, conde de Barcelona y prínceps de Aragón.
En 1149 el obispado de Roda de Isábena se trasladó a Lérida, que acabada de ser reconquistada. De esta manera se puso fin a 193 años de existencia de la diócesis de Roda de Isábena, periodo en el que se sucedieron quince obispos, entre los que destacaron san Ramón de Roda y Ramiro II el Monje, clérigo y monarca de Aragón. A partir de 1146 el templo de Roda de Isábena tuvo el rango eclesiástico de priorato, lo que supuso la pérdida de buena parte de su poder económico y el comienzo de su decadencia cultural. 
En el siglo XVIII se construyó el pórtico meridional, que precede a la portada románica y la torre, que sustituyó a la medieval.
El conjunto catedralicio fue restaurado por el Estado, bajo la dirección de Francisco Pons Sorolla, en los años setenta del siglo XX.
En la actualidad pertenece al obispado de Barbastro-Monzón.

## Arte
Al exterior los tres ábsides presentan arquillos ciegos y bandas verticales o lesenas, motivos decorativos característicos de la arquitectura románica lombarda. En alzado se aprecia la presencia de las criptas. El ábside septentrional fue sustituido por otro de fábrica barroca.

### Portada
Se encuentra en el muro sur, data del siglo XIII. Es de estilo románico, tiene arcos de medio punto con seis arquivoltas abocinadas que descansan sobre capiteles historiados, en los que figuran, de derecha a izquierda, los temas de la Anunciación, Natividad, Visitación, Epifanía, un arcángel y el demonio, Huida a Egipto, Presentación en el templo, San Miguel pesando las almas, san Ramón entre dos diáconos, Sacrificio de Abraham, el dragón apocalíptico y el Paraíso Terrenal.

### Naves
El templo tiene tres naves, la central, más ancha, está cubierta con bóveda de cañón apuntada que descansa sobre cuatro pares de pilares y tiene cinco tramos; remata en un ábside semicircular con bóveda de cuarto de esfera y cuenta dos ventanas de medio punto de doble derrame. Las naves laterales están cubiertas por bóveda de arista, tienen cinco tramos y terminan en ábsides semicirculares con una ventana, que como en el ábside central, son de medio punto y doble derrame. El ábside del muro Norte fue reformado con posterioridad. Los tres ábsides se levantan sobre sus respectivas criptas.

### Cripta de san Ramón
Tres criptas en niveles diferentes se hallan bajo la cabecera. La cripta central, o cripta de san Ramón es la más compleja y amplia, puesto que consta de tres naves con cabecera semicircular, siendo su principal peculiaridad el hecho de que está abierta a la nave central y prácticamente a su mismo nivel, lo que obligó a elevar el presbiterio y con él el altar mayor. La construcción de la cripta se produjo por la dificultad de excavarla en la roca sobre la que se asienta.
Aquí se venera el sepulcro de san Ramón, obispo de Roda de Isábena. Se trata de un sarcófago románico, en cuyo frente se reproducen temas de la infancia de Jesús: Anunciación, Visitación, Nacimiento de Jesús y Adoración de los Reyes; mientras que en los laterales figuran la Huida a Egipto y a san Ramón entre dos diáconos.
La cripta del ábside Norte, conocida como Archivo y Sala del Tesoro, presenta pinturas murales románicas de finales del siglo XIII, entre las que figuran el Pantocrátor en la bóveda y en el muro derecho san Miguel pesando las almas.

### Claustro
En el lado norte se sitúa el claustro, de planta trapezoidal y arquerías de medio punto sobre las que descansa un tejado que vierte las aguas de lluvia a un aljibe que ocupa el centro del claustro y que es posterior a éste.
El claustro es de mediados del siglo XII; las columnas, monolíticas, descansan sobre un banco de piedra, los capiteles son esquemáticos, con motivos vegetales, geométricos y animales, y sobre los arcos corre una banda con ajedrezado jaqués.

### Capilla de san Agustín
Se accede a ella desde la galería Norte del claustro, fue construida para servir de capilla de la enfermería del cabildo catedralicio. Es de pequeñas dimensiones, tiene planta rectangular, con una sola nave cubierta por bóveda de cañón, y presenta un ábside semicircular con bóveda de cuarto de esfera. En su construcción se aprovecharon muros anteriores, como se comprueba en la presencia de opus spicatum en algunos puntos. Se conservan pinturas murales de principios del siglo XII, encargadas por el obispo san Ramón a pintores itinerantes, en las que figuran san Agustín, el titular de la capilla, y los apóstoles.
El claustro de Roda es el más importante de Europa en cuanto al número de inscripciones funerarias se refiere. Según los estudios de D. Antonio Durán Gudiol, figuran 191 inscripciones en los muros e intradoses de los arcos de las cuatro galerías.
Desde el claustro se accede a la sala capitular y al refectorio.

## Galería de imágenes

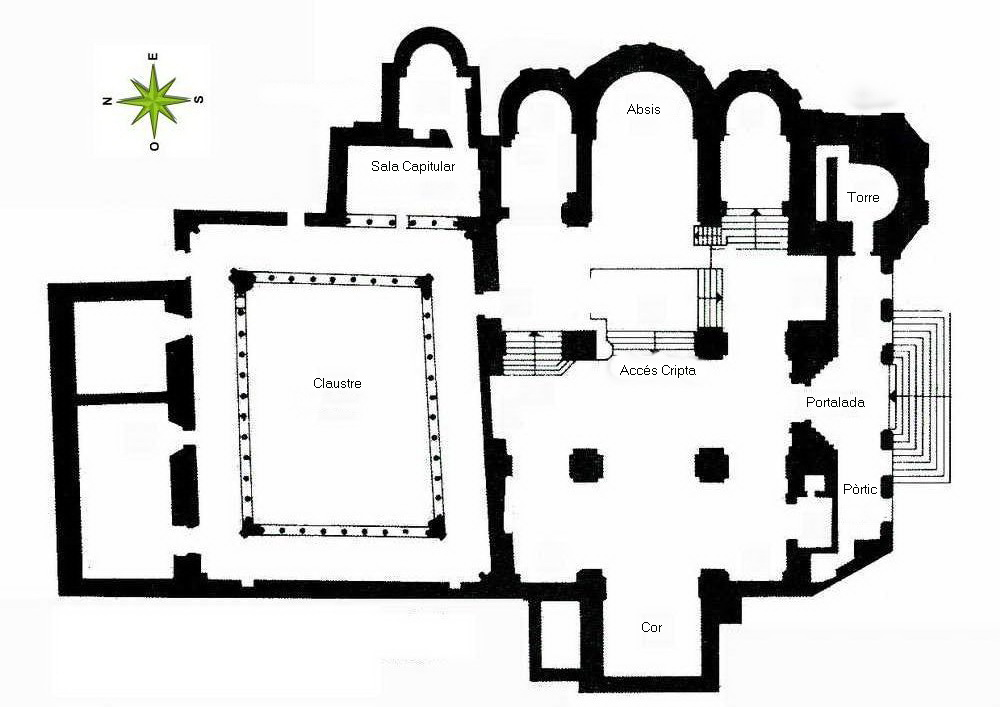
Planta de la catedral
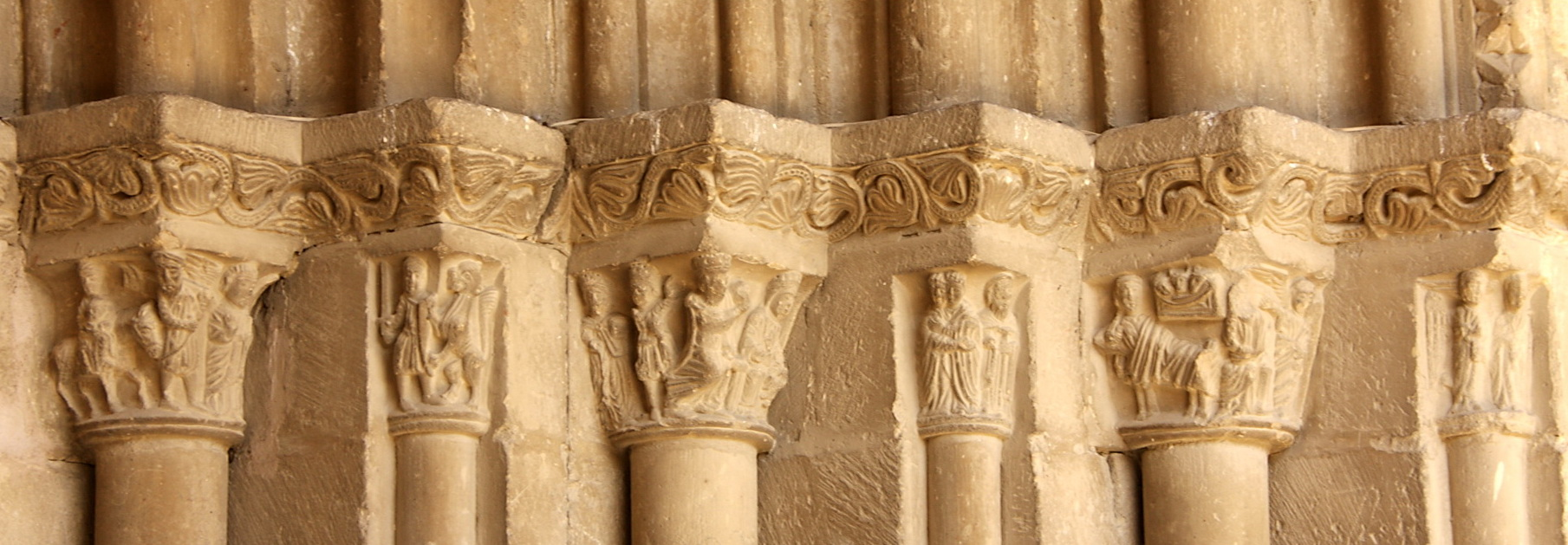
Portada, capiteles de las jambas de la derecha
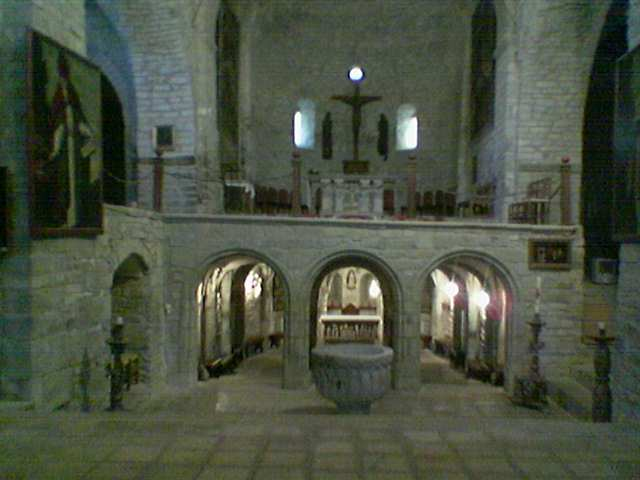
Nave central con la cripta
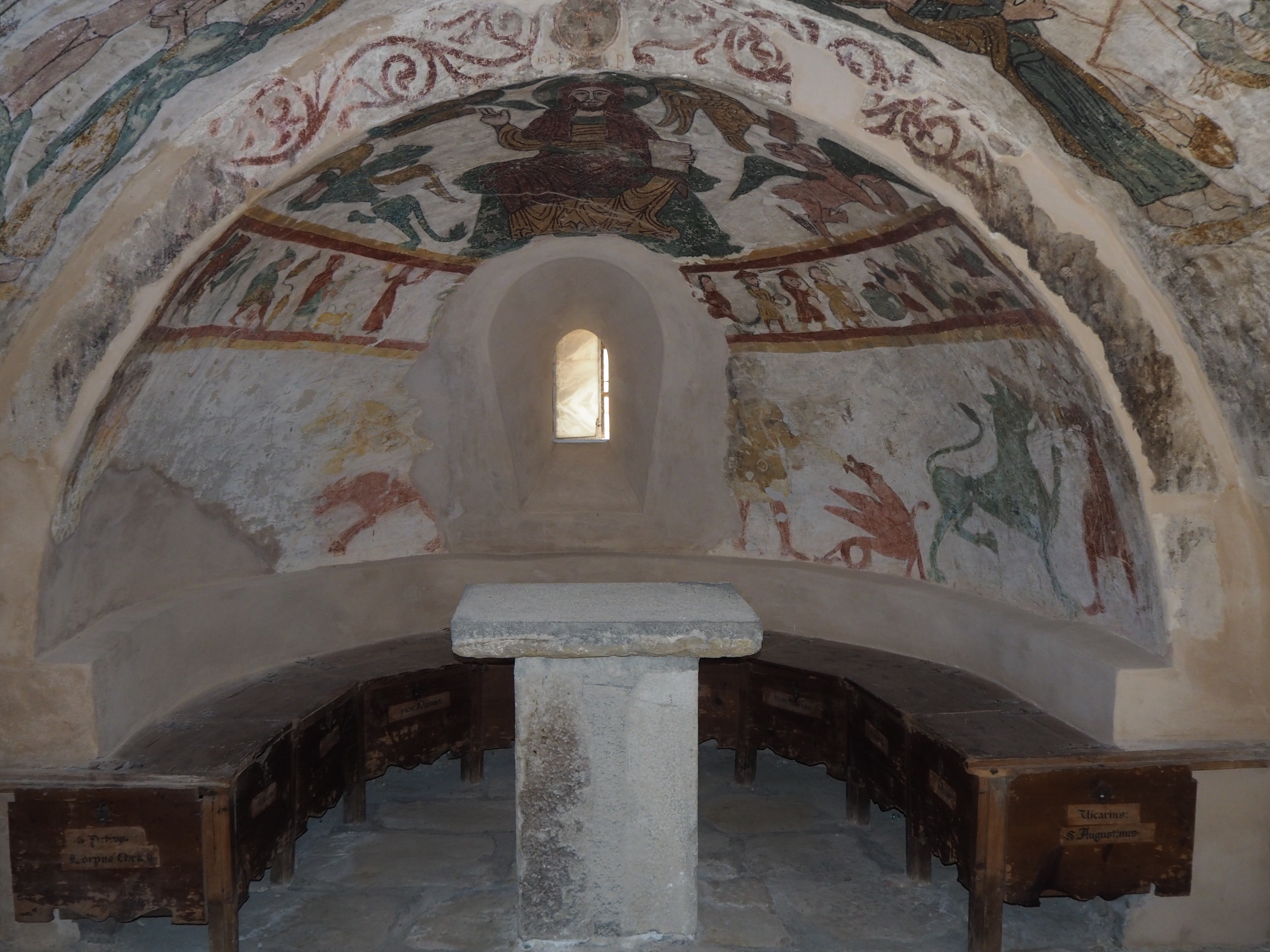
Pinturas románicas en la cripta Norte
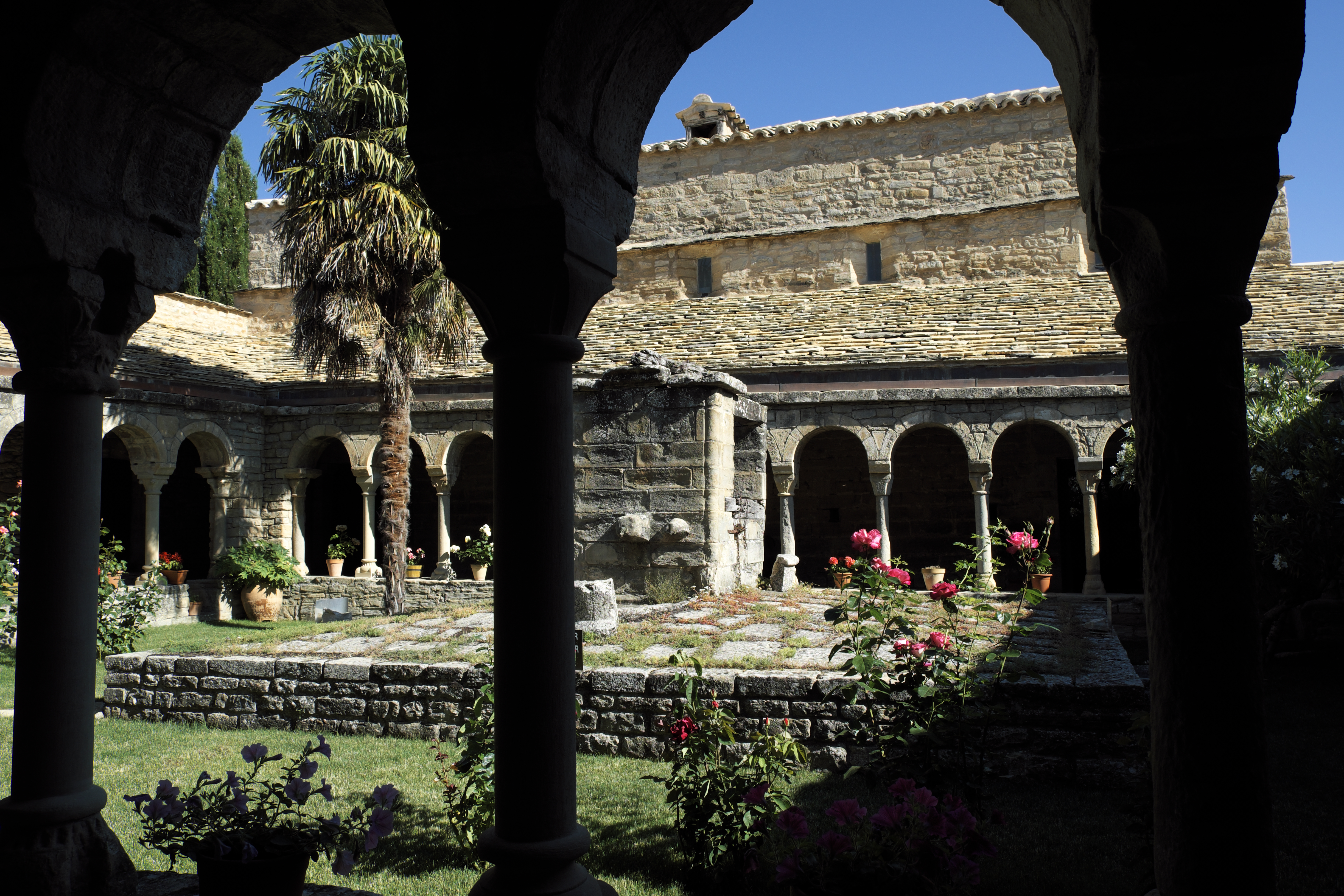
Claustro románico con el aljibe en el centro
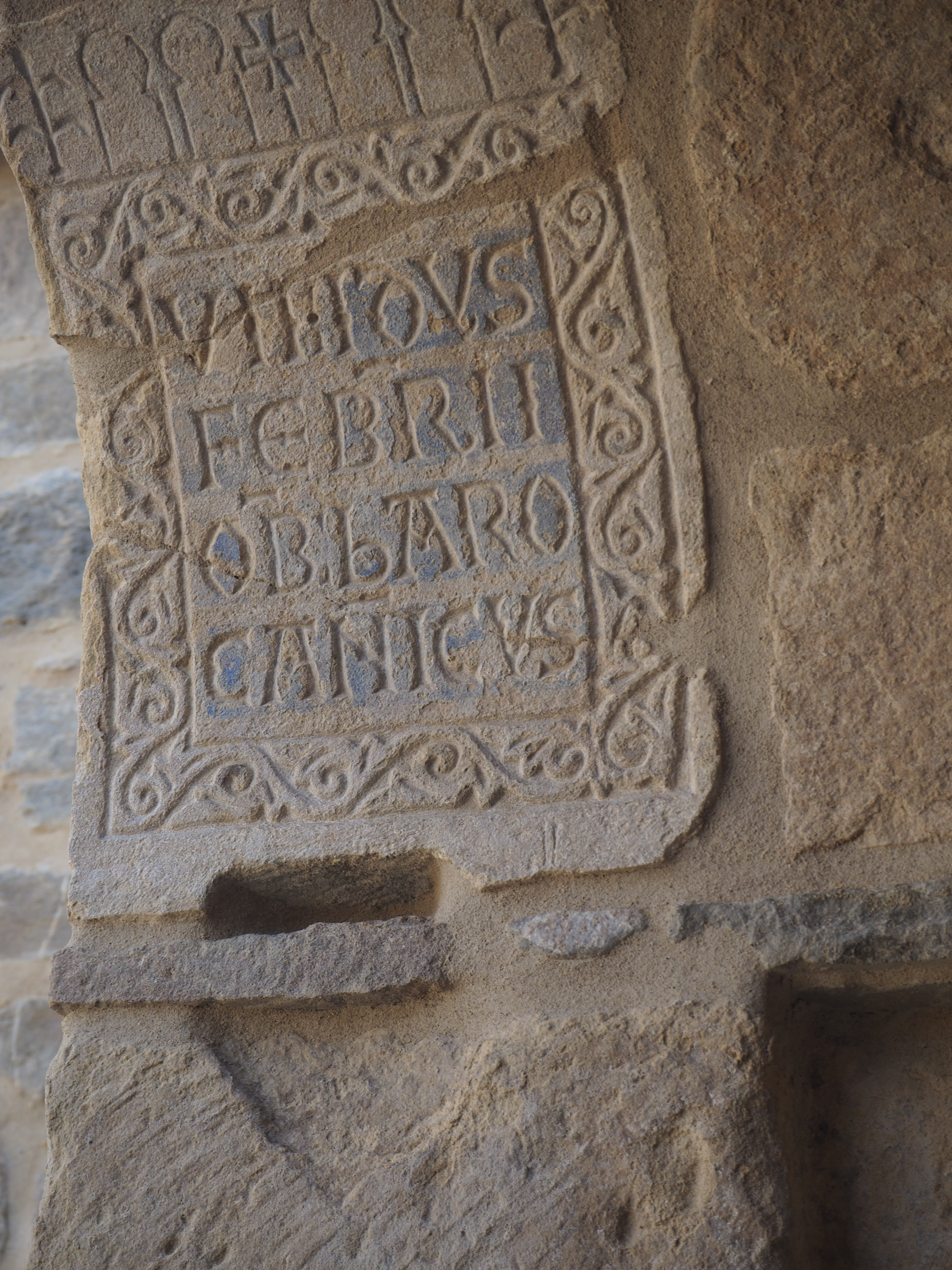
Claustro. Inscripción funeraria